# アッ＝サーディー・アル＝カッザーフィー
アッ＝サーディー・アル＝カッザーフィー（アラビア語: الساعدي القذافي; as-sā‛adī al-qaddhāfī, Al-Saadi al-Gadhafi、1973年5月28日（5月27日説あり） - ）は、リビア出身の元同国代表サッカー選手。ポジションはFW。
父親は、リビアの実質的な元首であったカダフィ大佐。

## 来歴
2011年のリビアにおける内戦でカダフィ政権が崩壊するまでは、リビアの特殊部隊司令官であった。内戦で反カダフィ勢力が首都トリポリへの攻撃を行う中、8月22日までに反政府勢力によって兄（カダフィの二男）サイフ・アル＝イスラーム・ムアンマル・アル＝カッザーフィーと共に身柄を拘束されたと発表されたが、サイフがその日の夜に報道陣の前に姿を表すなど拘束の情報は誤っていた。サイフは抵抗の意思を示したものの、サーディーは流血の惨劇を防ぐため、反カダフィ派に投降する意志を表明していた。
同年9月11日に隣国ニジェールに逃亡し身柄を拘束された。政治亡命を求め、11月11日には同国大統領マハマドゥ・イスフが亡命を受け入れると発表した。しかし2014年3月5日に再びニジェール当局に身柄を拘束され、リビアに引き渡された。2011年内戦時に抗議デモ参加者へ犯罪行為を行った容疑と、リビアのサッカーコーチだったバシール・ラヤニ(Bashir al-Rayani)を2005年に殺害した容疑で起訴されたが、ラヤニ殺害については2018年4月には控訴審で無罪判決が下った。2021年9月5日に釈放され、トルコへと向かったと報じられた。

## エピソード
イタリア移籍1年目の2003年にはイタリアサッカー界で期待外れであった選手に送られる賞「ビドーネ・ドーロ」の投票にて次点となった。

## 所属クラブ
- 2000年-2001年 アル・アハリ・トリポリ
- 2001年-2003年 アル・イテハド・トリポリ
- 2003年-2005年 ペルージャ
- 2005年-2006年 ウディネーゼ
- 2006年-2007年 サンプドリア

## 個人成績
| 2003-04 | ペルージャ   |          | セリエA | 1 | 0 |  |  |  |  |
| 2004-05 | ペルージャ   |          | セリエB | 0 | 0 |  |  |  |  |
| 2005-06 | ウディネーゼ |          | セリエA | 1 | 0 |  |  |  |  |
| 2006-07 | サンプドリア |          | セリエA | 0 | 0 |  |  |  |  |
| 通算    | イタリア     | イタリア | セリエA | 2 | 0 |  |  |  |  |
| 通算    | イタリア     | イタリア | セリエB | 0 | 0 |  |  |  |  |
| 総通算  | 総通算       | 総通算   | 総通算  | 2 | 0 |  |  |  |  |